# Sub olea pacis et palma virtutis
Sub olea pacis et palma virtutis conspicua orbi regia Bohemiae Corona – Melodrama de Sancto Wenceslao (Pod olivovníkem míru a palmou ctnosti Koruna česká nádherně září celému světu – melodram o sv. Václavovi, ZWV 175 (opus č.), je rozsáhlá skladba, napsaná českým barokním skladatelem Janem Dismasem Zelenkou v roce 1723.

## Historie
Rozsáhlý opus zkomponoval Zelenka k příležitosti korunovace císaře Karla VI. českým králem. Skladba byla objednána v roce 1722 pražskými jezuity (bývalými Zelenkovými učiteli), kteří byli pověření přípravou slavnostního programu události, uskutečněné v jejich sídle, pražském Klementinu. Skladatel posléze dílo nacvičil a dirigoval. Byla to jeho jediná návštěva Česka po odchodu do Drážďan a pravděpodobně též jeho jediný obrovský pódiový úspěch, kterého se za svého života v Sasku nedočkal. Skladba byla provedena za přítomnosti královského páru 12. září 1723. Byla pojata grandiózně - kromě osmi vokalistů a orchestru na provedení hry participovalo 142 osob, včetně tanečníků a herců.

## Charakteristika skladby
Skladba je monumentálním alegorickým dílem, kombinujícím prvky melodramu, oratoria, činohry a soudobé opery, oslavující památku největšího českého světce a patrona země, knížete Václava, jednoho ze zakladatelů českého státu.
Libreto napsal Matouš Zill, člen řádu Tovaryšstva Ježíšova v Praze. Dramatické zpracování začíná bojem mezi princem Václavem a knížetem kouřimským, ve kterém Václav zvítězí aniž by použil meče. Mnoho postav ve hře má alegorický charakter a není koncipována jako příběh.
Skládá se ze tří základních částí, jimž předchází orchestrální předehra Sinfonia, napsaná pro tři skupiny hudebníků: dvě trubky s tympány, dva hoboje s fagotem a smyčcový orchestr, doplněný continuem. Dílo disponuje jak principy soudobých koncertantních skladeb, tak nezbytné polyfonie, avšak v mnoha částech nacházíme celou řadu inovativních prvků, kterými jsou např. užití cella jako sólového nástroje (v části 28 - "Huc coeli Principes"), sólový part flétny (v části 33 - "En duplo sole Czechia") či závěrečná část č.36 ("Vos Oriens adoret"), kde jsou ve fuze kombinovány sbor s bohatou instrumentací orchestru. Ceremoniální charakter skladby je zdůrazněn na mnoha místech četnými fanfárami a bicími nástroji.
Dílo reprezentuje nejen vrcholné období barokní éry, ale přesahuje ji svou nápaditostí a novátorskými postupy, jak je pro Zelenkovu tvorbu typické i v mnoha jiných skladbách.

## Orchestrace skladby
Obsazení orchestru je třeba chápat jako původní barokní nástrojové verze: 17 houslí, 7 viol, 5 violoncell 3 kontrabasy, 4 hoboje, 3 flétny, 2 fagoty, 2 příčné flétny, 2 trubky, 1 šalmaj a theorba, tympány, cembalo a varhanní pozitiv. Vokální obsazení: soprány, 2 tenory, kontratenor, bas a chlapecký sbor.

## Části
Symphonia
I. Symphonia - Allegro assai

Prolusio
II. Chorus. Allegro (Fortitudo mea)

III. Aria. Allegro (Haec coeli)	

IV. Recitativo (Hem ! Quoe ista ?)

V. Aria. Andante (En ! Pietatis adamas)

VI. Recitativo (Dura certamina)

VII. Aria. Allegro (Huc palmas deferte)

VIII. Recitativo (Haec summa Gloriae)

IX. Aria. Allegro

Akt I
X. Aria. Allegro (I. Phoebe, umbras pelle)

XI. Recitativo (En, en Fidei aemula)

XII. Aria. Andante (Huc Virtutes festinate)

XIII. Chorus. Allegro (Eja de sigmentis)

XIV. Recitativo (Eja Pietati)

XV. Aria (Jam calle secundo)

XVI. Ritornello. Piu andante

XVII. Recitativo (Nunquid non messis tritici est ?)

XVIII. Aria (Meto culmos, lego spicas)

Akt II
XIX. Recitativo (Quicinque glorificaverit me)

XX. Aria. Allegro (Angelicae mentes)

XXI. Chorus Angelorum (En prompti ad mandata)

XXII. Aria. Adagio (Ave Deus, ave redite)

XXIII. Recitativo (Proh ! quae aeris inclementia)

XXIV. Aria. Andante (Veni, lux perennis)

XXV. Recitativo (Per me Reges regnant)

XXVI. Aria. Allegro assai (Exurge Providentia)

XXVII. Recitativo (Corona Gloriae in manu Domini)

XXVIII. Aria. Andante (Huc coeli Principes)

Akt III
XXIX. Aria. Allegro (Reviresce, effloresce, pacisolea)

XXX. Recitativo (Aptate tympana)

XXXI. Aria and Chorus (Vive, regna)

XXXII. Aria. Allegro (Nova gaudia, nova jubila)

XXXIII. Aria. Allegro (En duplo sole Czechia)

Epilogus
XXXIV. Recitativo (Eja ! Eja votivi omnia)

XXXV. Aria. Allegro (Exsurge Martis Gloria)

XXXVI. Chorus. Vivace (Vos Oriens adoret)

## Nahrávky díla
- Jan Dismas Zelenka: Sub olea pacis et palma virtutis, 2 CD, Supraphon, 2001
- reedice nahrávky s novým textovým doprovodem, revidovaným libretem a faksimile originálního libreta v pdf: Melodrama de Sancto Wenceslao, Musica Florea, Musica Aeterna, Ensemble Philidor, Boni Pueri, Marek Štryncl, 2012, v edici Hudba Prahy 18. století